# Alexandre Bias

a Compétitions nationales et continentales officielles uniquement.

Dernière mise à jour le 22 juin 2020.
Alexandre Bias, né le 21 avril 1981 à Saint-Denis, est un joueur français de rugby à XV évoluant au poste de troisième ligne aile.

## Biographie
Trois-quarts centre de formation, il débute à ce poste en professionnel au CA Brive.
Laurent Seigne (son entraîneur, alors à Bourgoin-Jallieu) décide de le repositionner au poste de troisième ligne aile. Il joue ensuite avec le Castres olympique (CO) qu'il rejoint en 2004.
En avril 2007, Laurent Seigne est limogé de son poste d'entraîneur du CO, remplacé par Ugo Mola et Mauricio Reggiardo engagés dans une mission « commando » pour le maintien. Il signe un pré-contrat en faveur du SU Agen mais se rétracte à la suite de la rétrogradation du club en Pro D2 alors que le Castres olympique assure son maintien. Finalement convaincu par le nouvel entraîneur du club tarnais, Alain Gaillard, il prolonge son contrat de deux ans.
En deçà de ses performances habituelles depuis quelques mois, trop souvent absent sur blessures, les nouveaux entraîneurs du CO, Laurent Travers et Laurent Labit hésitent à le faire prolonger surtout que Castres a beaucoup de joueurs sous contrat. Il est relancé par le SU Agen en juin 2009, mais il est recalé lors de la visite médicale, hors de forme. Idem avec Bayonne. Rentré chez lui à Castres, il est chômeur et en profite pour se reposer et se soigner quand, abasourdi, il découvre qu'il est atteint de la maladie d'Hodgkin, diagnostiquée en fin d'année 2009. Le club lui permet de s'entretenir physiquement lors de ses rémissions, mais il ne joue pas pendant plus d'un an et demi.
En janvier 2011, il vainc sa maladie et reprend l'entraînement avec le groupe pro à l'invitation de Laurent Travers. Barré par l'importance de la troisième ligne, il quitte le club au sein duquel il a passé sept ans et rencontré sa compagne dans l'équipe médicale. Il est alors mis à l'essai par le CA Brive pendant l'été. Au mois d'août, l'essai se révèle concluant et il est engagé par la formation corrézienne, dont l'entraîneur est son ancien coéquipier puis entraîneur à Castres Ugo Mola, pour une durée d'un an.
À la fin de la saison 2012, il quitte le club briviste, relégué en Pro D2 et rejoint Montpellier. Après deux premières saisons à plus de 20 matchs en Top 14, il subit la saison 2014-2015 chaotique de Montpellier et doit se contenter de neuf titularisations avant la mise à pied de Fabien Galthié fin décembre 2014. Il n'est ensuite pratiquement pas utilisé par le nouvel entraîneur sud-africain, Jake White.
En novembre 2014, il est sélectionné dans l'équipe des Barbarians français pour affronter la Namibie au Stade Mayol de Toulon.
En mai 2015, il signe pour deux ans (en même temps que son équipier du MHR, Alex Tulou) au Castres olympique qui vient de sauver de justesse sa place en Top 14. Il est sacré champion de France en 2018 avec le Castres olympique.

## Carrière
- USC Rugby Crépy-en-Valois
- RC Massy
- 2000-2002 : CA Brive
- 2002-2004 : CS Bourgoin-Jallieu
- 2004-2009 : Castres olympique
- 2011-2012 : CA Brive

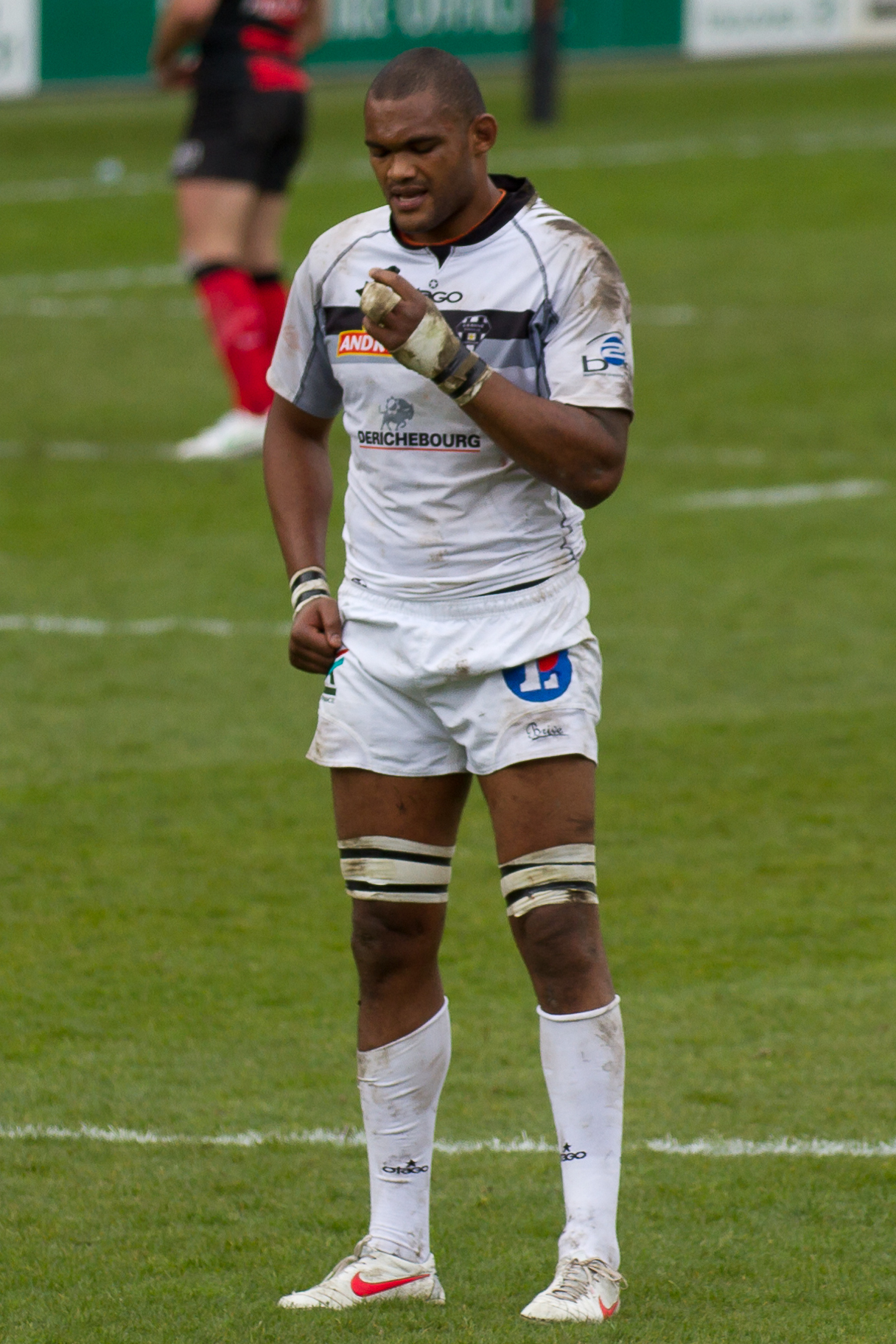
Alexandre Bias, en 2012, avec le CA Brive.

- 2012-2015 : Montpellier Hérault rugby
- 2012-2018 : Castres olympique

## Palmarès
Avec le Castres olympique
- Champion de France Top 14 en 2018 avec le Castres olympique.

- Champion du monde des -19 ans 2000